# Oluf Mouridsen (Krognos)
Oluf Mouridsen (Krognos), född 1535, död 1573, var en skånsk adelsman, danskt riksråd.
Oluf Mouridsen var son till riddaren Mourids Olufsen (Krognos) och sonson till riksrådet Oluf Stigsen. Han fick en högadlig uppfostran innan han knöts till tronföljaren Fredriks hov på Malmöhus och förblev i dennes tjänst även sedan Fredrik blivit kung. Olof Mouridsens brevväxling med modern Elline Gjöe och senare med mostern Birgitte Gjöe finns bevarad och belyser detta och andra reaktioner bland den danska adeln inför Fredrik II:s politik. 1571 förlänades han Helsingborgs slott. Han var gift med Anna Hardenberg.